# Distrito de Minamiuwa (Ehime)
El Distrito de Minamiuwa (南宇和郡 Minami'uwa-gun?) es un Distrito (郡 gun?) de la prefectura de Ehime, Japón. Tiene una población de 28,100 habitantes y una superficie de 239.55 km² (al 2004).
En la actualidad está conformado por el siguiente pueblo:
- Ainan

## Historia
- 1878: nace por la división del Distrito de Uwa (宇和郡 Uwa-gun?).
- 1923: el 11 de febrero la Villa de Misho (御荘村 Mishō-mura?) pasa a ser el Pueblo de Misho.
- 1923: el 11 de febrero la Villa de Johen (城辺村 Jōhen-mura?) pasa a ser el Pueblo de Johen.
- 1948: el 3 de noviembre se escinde la Villa de Uchiumi (内海村 Uchi'umi-mura?) en las villas de Uchiumi y Minamiuchiumi (南内海村 Minami'uchi'umi-mura?), y una parte es absorbida por el Pueblo de Johen.
- 1952: el 1° de abril la Villa de Higashisotoumi (東外海村 Higashisoto'umi-mura?) pasa a ser el Pueblo de Higashisotoumi (東外海町 Higashisoto'umi-chō?).
- 1952: el 1° de septiembre el Pueblo de Johen absorbe la Villa de Midorisozu (緑僧都村 Midorisōzu-mura?).
- 1952: el 1° de octubre la Villa de Nishisotoumi (西外海村 Nishisoto'umi-mura?) pasa a ser el Pueblo de Nishiumi.
- 1956: el 21 de septiembre el Pueblo de Johen absorbe el Pueblo de Higashisotoumi.
- 1956: el 30 de septiembre el Pueblo de Misho absorbe la Villa de Minamiuchiumi.
- 1962: el 1° de enero la Villa de Ipponmatsu (一本松村 Ipponmatsu-mura?) pasa a ser el Pueblo de Ipponmatsu.
- 2004: el 1° de octubre se fusionan los pueblos de Misho, Johen, Nishiumi, Ipponmatsu y la Villa de Uchiumi, formando el Pueblo de Ainan.